# Hadena psittacus
Hadena psittacus là một loài bướm đêm trong họ Noctuidae.